# قصابه
قصابه شهری از توابع بخش قصابه شهرستان مشگین شهر در استان اردبیل در ۱۲ کیلومتری غرب مشگین‌شهر در مسیر جاده اصلی اهر–مشکین‌شهر قرار گرفته که از نظر فرهنگی، اجتماعی و اقتصادی از این ارتباط تأثیراتی پذیرفته‌است. ارتفاع این شهر از سطح دریا ۱۲۵۰ متر است.
قصابه در اسفند ۱۳۹۰ به شهر تبدیل شد. این شهر مرکز بخش قصابه است.

## جمعیت
بر اساس سرشماری سال ۱۳۸۵ جمعیت قصابه ۲۱۱۰ نفر بوده‌است. جمعیت این شهر در سال ۱۳۹۰ به ۲۱۵۲ نفر رسیده‌است.